# Стари хан у Сопоту
Стари хан у Сопоту налази се у улици Лењиновој бр. 48, на путу који је некада водио из Београда за Крагујевац. Стари хан у Сопоту има статус културног добра од великог значаја.

## Историја
Овај објекат је подигнут 1838. године, на темељима старијег хана из 18. века. Он је подигнут поред важне саобраћајнице Крагујевац–Београд. У то време наглог друштвеног и привредног развоја Кнежевине Србије, овај објекат је представљао центар око кога се у другој половини 19. века формирала варошица Сопот, као трговачко и пословно средиште космајског краја.

## Изглед објекта
Објекат је зидан у бондручном конструктивном систему, уз испуну од ћерпича. Темељи и подрумски део су саграђени од тесаног камена. Зграда је правоугаоне основе, са спратом и подрумом, на јужној страни. Кров је летвороводни, покривен ћерамидом са широким стрехама. Дрвени трем, који је окренут ка северу, пружа се по целој подужној страни хана, а ужом страном према друму. Првобитно је у приземљу био смештен подрум,а на спрату су се налазиле кафана, оџаклија, помоћне просторије и ходником одвојени простор за преноћиште са гостинским собама.

## Реконструкције
Реконструкције на објекту су рађене од 1950.–1952. године, а затим и 1969.–1970. године, с циљем враћања угоститељске сврхе.

## Галерија
- Стари хан